# وندي مونيز
وندي مونيز بالإنجليزية:Wendy Moniz  ممثلة أمريكية ولدت في 19 يناير 1969 في ميزوري.

## أعمالها
- The Guardian .
- Nash Bridges.

## وصلات خارجية
- وندي مونيز على موقع IMDb (الإنجليزية)
- وندي مونيز على موقع ألو سيني (الفرنسية)
- وندي مونيز على موقع أول موفي (الإنجليزية)
- وندي مونيز على موقع قاعدة بيانات الأفلام السويدية (السويدية)
- وندي مونيز على موقع قاعدة بيانات الفيلم (الإنجليزية)
- وندي مونيز على موقع كينوبويسك (الروسية)

1